# Ziyad Baha' al-Din
Ziyād Bahāʾ al-Dīn (in arabo ﺯﻳﺎﺩ ﺑﻬﺎء ﺍﻟﺪﻳﻦ‎?, al-Duwayr; 30 agosto 1964) è un economista, giurista e politico egiziano.

## Biografia
Nato nel villaggio di Al-Dweir, nel Governatorato di Assiut, figlio dello scrittore Aḥmad Bahāʾ al-Dīn, si è laureato in Giurisprudenza nell'Università del Cairo, ha quindi conseguito una laurea in Economia presso l'Università Americana del Cairo, un Master in Law International Business nell'Università di Londra e un PhD nello stesso ateneo britannico.
Ha esercitato la professione di avvocato, ha ricoperto diversi incarichi governativi relativi alla finanza e al diritto ed è stato docente presso la Facoltà di Giurisprudenza dell'Università del Cairo. Componente del supremo organo del Partito Socialdemocratico Egiziano, ha presieduto l'Authority egiziana per gli Investimenti, dimettendosi da essa nel 2007. Ha fondato l'Authority del Controllo finanziario, dimettendosi quando Ahmad Shafiq fu nominato da Hosni Mubarak Primo ministro dell'Egitto, all'inizio della Rivoluzione egiziana del 25 gennaio 2011.
È stato anche consigliere giuridico della Banca centrale d'Egitto e Presidente del suo Consiglio di Amministrazione, nonché  professore universitario e componente del consiglio della fondazione dell'Università Americana del Cairo. Ha ricoperto il ruolo di consigliere internazionale per Goldman Sachs.
È stato eletto parlamentare egiziano nel Consiglio del Popolo, disciolto nel 2011 in seguito alla Rivoluzione scoppiata quell'anno.
Dopo il rovesciamento di Hosni Mubarak nel 2011, è stato uno dei fondatori del Partito socialdemocratico egiziano ed è stato membro del parlamento. Le notizie di quei giorni affermavano che probabilmente sarebbe stato nominato primo ministro ad interim dalle autorità che avevano preso il potere nel colpo di stato egiziano del 2013, anche se questa nomina venne bloccata all'interno della coalizione post-golpe dal partito salafita Al Nour. Il 12 luglio 2013 Al Arabiya ha riferito che era stato scelto come vice primo ministro ad interim dell'Egitto.  Dopo la sua nomina sospese l'appartenenza al Partito Socialdemocratico. Si è dimesso il 27 gennaio 2014.